# Acalypha angatensis
Acalypha angatensis là một loài thực vật có hoa trong họ Đại kích. Loài này được Blanco mô tả khoa học đầu tiên năm 1837.